# Моедани
Моедани (груз. მოედანი) — село в Грузии, на территории Ланчхутского муниципалитета края (мхаре) Гурия.

## География
Село находится в западной части Грузии, на правом берегу реки Супсы, на расстоянии приблизительно 14 километров (по прямой) к юго-западу от города Ланчхути, административного центра муниципалитета. Абсолютная высота — 43 метра над уровнем моря.

## Население
По результатам официальной переписи населения 2014 года, в Моедани проживал 351 человек (168 мужчин и 183 женщины). В национальной структуре населения грузины составляли 100 %.
| Год  | Население, человек |
| ---- | ------------------ |
| 2002 | 439                |
| 2014 | ↘ 351              |